# Rodrigo Meléndez
Rodrigo David Meléndez Araya (ur. 30 października 1977 w Santiago) – chilijski piłkarz występujący na pozycji pomocnika. Zawodnik klubu Deportes Iquique.

## Kariera klubowa
Meléndez zawodową karierę rozpoczynał w 1997 roku w zespole Cobreloa. W 2003 roku zdobył z nim mistrzostwo faz Apertura oraz Clausura. W Cobreloi spędził 7 sezonów. W 2003 roku podpisał kontrakt z argentyńskim Quilmes. W Primera División Argentina zadebiutował 1 sierpnia 2003 roku w wygranym 3:0 pojedynku z Racingiem Club. W Quilmes spędził rok.
W 2004 roku Meléndez odszedł do Estudiantes La Plata, także grającego w Primera División Argentina. Pierwszy ligowy mecz zaliczył tam 15 sierpnia 2004 roku przeciwko Huracánowi Tres Arroyos (1:1). W Estudiantes występował przez 2 lata. W 2006 roku wrócił do Chile, gdzie został graczem klubu CSD Colo-Colo. Jego barwy reprezentował przez 5 lat. W tym czasie wywalczył z zespołem 4 mistrzostwa fazy Clausura (2006, 2007, 2008, 2009) oraz 2 mistrzostwa fazy Apertura (2006, 2007).
W 2011 roku Meléndez podpisał kontrakt z zespołem Deportes Iquique. Zadebiutował tam 6 lutego 2011 roku w zremisowanym 0:0 pojedynku rozgrywek Primera División de Chile z Cobreloą.

## Kariera reprezentacyjna
W reprezentacji Chile Meléndez zadebiutował 7 października 2001 roku w przegranym 0:2 meczu eliminacji Mistrzostw Świata 2002 z Brazylią. 15 listopada 2003 roku w przegranym 1:2 spotkaniu eliminacji Mistrzostw Świata 2006 z Urugwajem strzelił pierwszego gola w drużynie narodowej.
W 2004 roku został powołany do kadry na Copa América. Na tamtym turnieju, zakończonym przez Chile na fazie grupowej, zagrał w pojedynkach z Brazylią (0:1), Paragwajem (1:1) i Kostaryką (1:2).
W 2007 roku Meléndez ponownie wziął udział w Copa América. Na tamtym turnieju, zakończonym przez Chile na ćwierćfinale, wystąpił w meczach z Ekwadorem (3:2) i Brazylią (0:3). Od 2007 roku znajduje się poza kadrą Chile.